# 威廉森师圆
威廉森师圆（日语：／ Wiriamuson Shēn，1995年4月28日—），北海道浦河町出身，日本男子速度滑冰运动员，父亲为澳大利亚人，母亲为日本人，他曾获得2020年世界单程距离速度滑冰锦标赛男子团体追逐赛银牌。